# Hernádnémeti
Hernádnémeti là một thị trấn thuộc hạt Borsod-Abaúj-Zemplén, Hungary. Thị trấn này có diện tích 28,76 km², dân số năm 2010 là 3557 người, mật độ 124 người/km².